# Luigi Minichini
Luigi Minichini, aussi surnommé l’abbé Meneghini, né le 18 mars 1783 à Nola et mort en 1861 à Philadelphie aux États-Unis, est un patriote et prêtre anarchiste napolitain du royaume des Deux-Siciles, compagnon de Giuseppe Silvati et de Michele Morelli lors de l'insurrection dans le royaume des Deux-Siciles de 1820.

## Biographie
Luigi Minichini entre au séminaire diocésain de Nola en 1798, puis dans les frères mineurs conventuels. En 1818, il est contraint d'abandonner le couvent de San Giovanni in Galdo car il est accusé d'avoir empoisonné le frère laïc Carmine Carrella de Saviano.
Entré dans le carbonarisme avec le sous-lieutenant Michele Morelli et Giuseppe Silvati, il est l'un des chefs de la révolte du 2 juillet 1820 à Nola. Il se met à dos les militaires de l'armée des Deux-Siciles (it) lorsque, dans les premières phases de la révolte, il considère comme plus important de chercher l'appui des paysans plutôt que celui de l'armée ou de la bourgeoisie. Malgré l'insuccès de ses initiatives, il est envoyé en octobre 1820 en mission en Sicile où il a à nouveau des désaccords avec les autorités locales. Il essaye ensuite de nouer des accords avec les charbonniers du royaume de Sardaigne et de Lombardie, mais toujours sans succès.
Après la révocation de la constitution par Ferdinand Ier et l'entrée des autrichiens à Naples en 1821, il part en exil, d'abord en Espagne, puis en Angleterre, où il se convertit au protestantisme. Il écrivit aussi un compte-rendu des mouvements constitutionnels qu'il vendit manuscrit au gouvernement des Deux-Siciles. En 1825, il s'établit aux États-Unis d'Amérique.